# Kossou (jezioro)
Kossou (fr. Lac de Kossou) – zbiornik retencyjny w środkowej części Wybrzeża Kości Słoniowej, na rzece Bandama. Jest to największe jezioro w tym kraju.
Zbiornik powstał w wyniku zbudowania w 1972 roku w pobliżu miasta Kossou zapory wodnej na rzece Bandama, funkcjonującej jako elektrownia wodna.
Na jeziorze rozwinęło się rybołówstwo. Kossou jest siedliskiem wielu gatunków zwierząt, w tym hipopotamów nilowych.